# Christoph Joest von Ketteler

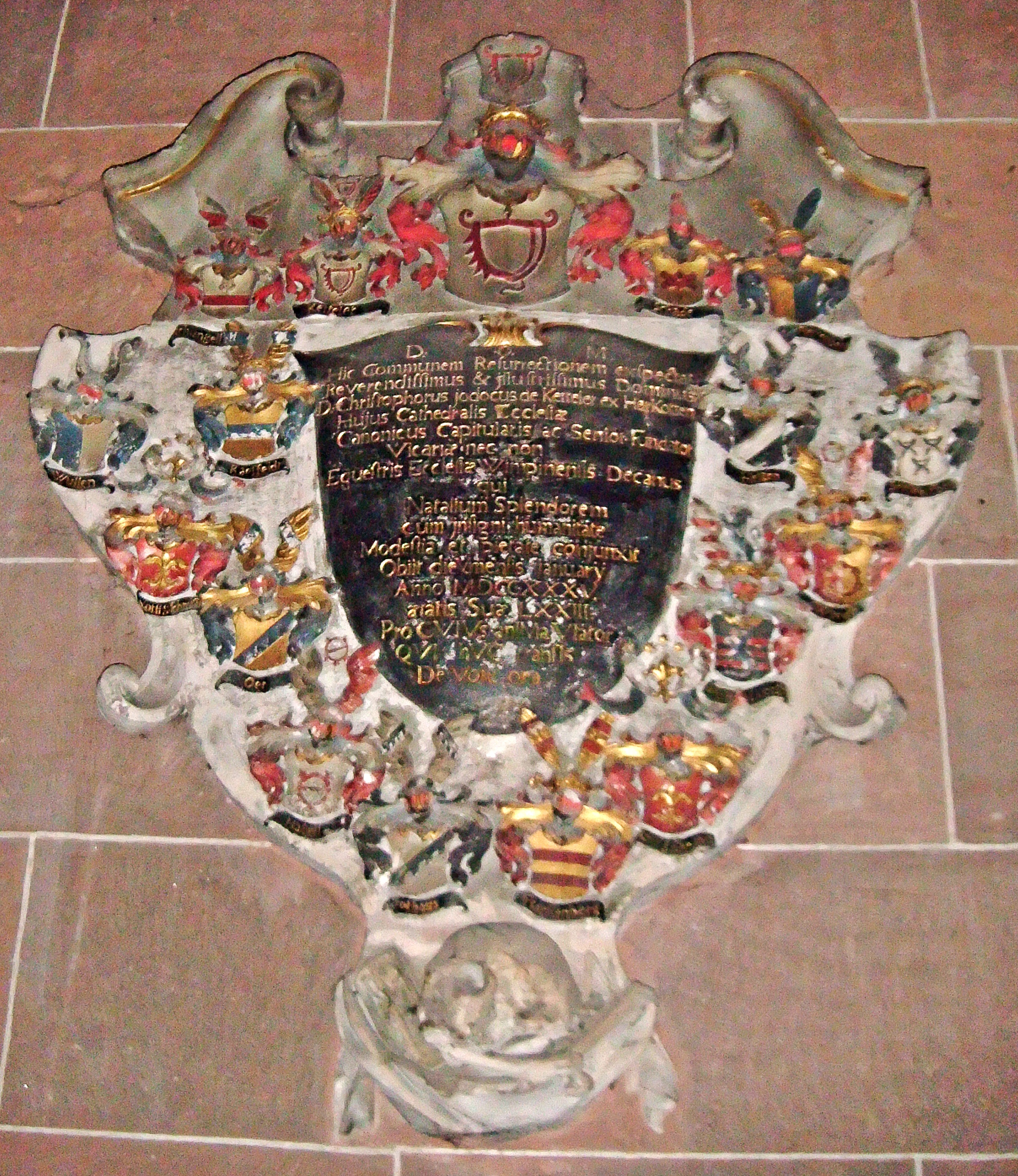
Wappenepitaph im Wormser Dom

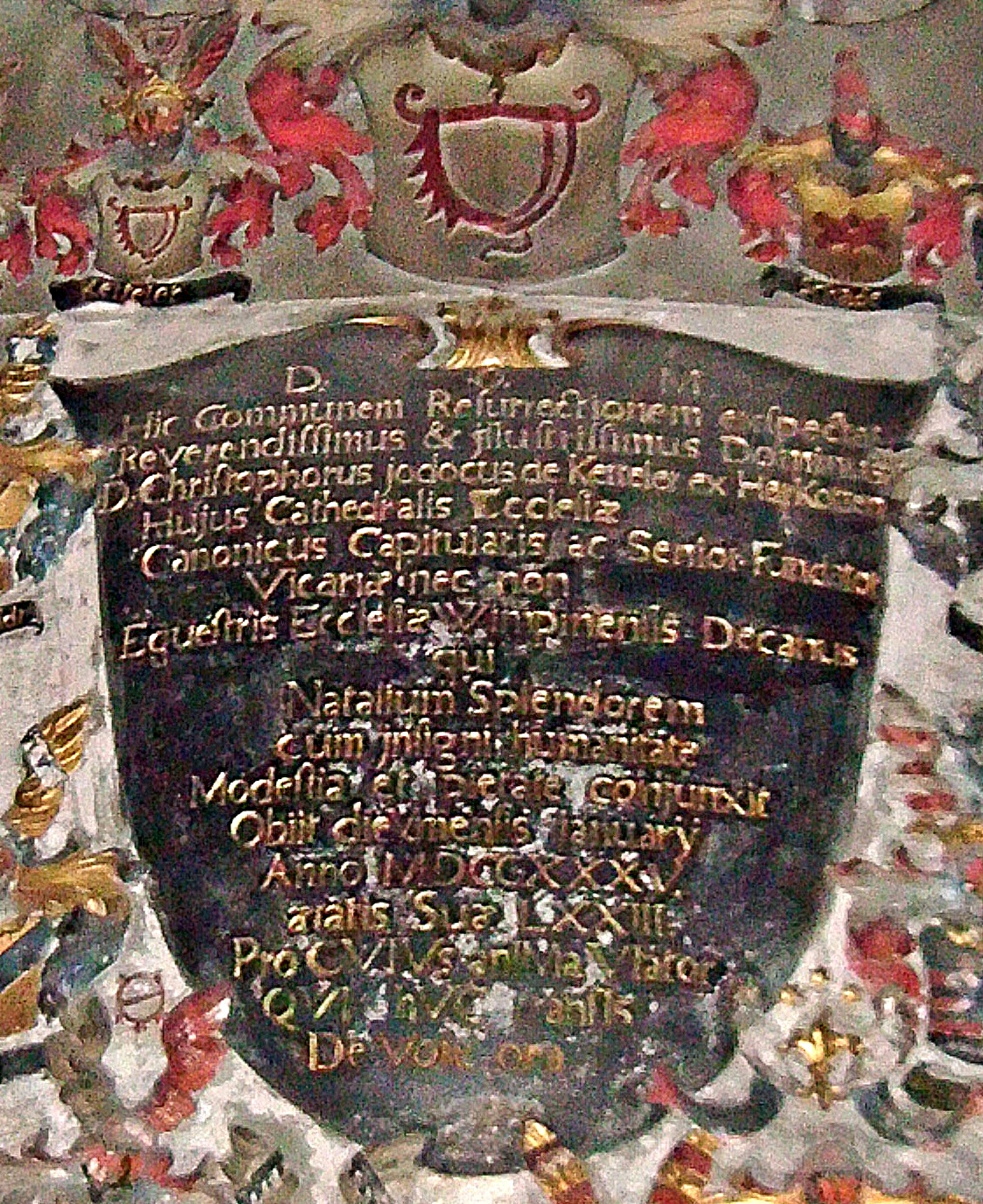
Nahaufnahme der Epitaphinschrift

Christoph Joest von Ketteler zu Harkotten öfter auch Christoph Jobst oder Christophorus Jodocus (* 1661; † 5. Januar 1735) war ein Domherr am Wormser Dom, dessen Wappenepitaph sich dort erhalten hat.

## Herkunft
Er entstammte dem westfälischen Adelsgeschlecht von Ketteler, Linie Harkotten und war der Sohn von Caspar Heidenreich von Ketteler zu Harkotten und seiner Gattin Anna von Schade zu Salwey. Sein Großvater Goswin von Ketteler (1570–1646) war Domherr in Münster.

## Leben
Christoph Joest von Ketteler schlug die geistliche Laufbahn ein, studierte ab 1679 an der Universität Paderborn und wurde 1683 Domkapitular in Worms.
Ab 1715 bis zu seinem Tod amtierte von Ketteler auch als Dekan des Ritterstiftes Wimpfen. Als solcher stand er mit seinem Zeitgenossen, dem Historiker Johann Friedrich Schannat in Verbindung und versorgte ihn mit Informationen bzw. Urkunden über die Stiftsgeschichte. Dort ließ er 1725 u. a. ein Ziborium mit Widmungsinschrift fertigen.
1733 verschaffte er seinem Großneffen Clemens August von Ketteler (1720–1800), später Dompropst in Münster, ebenfalls eine Domherrenstelle in Worms. Er war der Enkel seines Bruders Goswin Caspar († 1719) und dessen Gemahlin Anna Dorothea von Korff-Schmising.
Sein Bruder Johann Heidenreich (1669–1722) war Ritter des Deutschen Ordens.
Christoph Joest von Ketteler zu Harkotten verstarb 1735 als Senior des Wormser Domkapitels und wurde im dortigen Dom beigesetzt, wo er im südlichen Querschiff ein sehr aufwändiges und kunstvolles Wappenepitaph erhielt. Die Inschrift charakterisiert ihn als „bescheiden und fromm“.
Der Mainzer Bischof Wilhelm Emmanuel von Ketteler (1811–1877) ist ein direkter Nachkomme seines Bruders Goswin Caspar von Ketteler zu Harkotten (Ur-Ur-Urenkel). Des Bischofs Schwester Maria Anna von Ketteler (1802–1884) ist wiederum die Großmutter des seliggesprochenen Bekennerbischofs und Kardinals Clemens August Graf von Galen (1878–1946).